# Gornja Suvaja
Gorja Suvaja je selo u Zadarskoj županiji.

## Upravna organizacija
Upravno pripada općini Gračacu.

## Zemljopisni položaj
Nalazi se sjeveroistočno od Dabašnice i jugoistočno od Donje Suvaje.

## Promet
Nalazi se na lokalnoj cesti koja se spaja s državnom cestom D218 kod Donje Suvaje.

## Stanovništvo
Prema popisu 2011., Gornja Suvaja imala je 36 stanovnika.
| broj stanovnika |       |       |       | 428   | 466   | 574   | 472   | 456   | 357   | 329   | 333   | 261   | 257   | 250   | 20    | 36    | 40    |
|                 | 1857. | 1869. | 1880. | 1890. | 1900. | 1910. | 1921. | 1931. | 1948. | 1953. | 1961. | 1971. | 1981. | 1991. | 2001. | 2011. | 2021. |